# كلية التربية (جامعة المثنى)
تأسست كلية التربية في جامعة المثنى في العام الدراسي (1997 ـ 1998) حيث كانت مرتبطة إداريًا بجامعة القادسية في العراق.

## أهداف الكلية
تهدف الكلية في أقسامها الحالية إلى إعداد جيل مثقف، وقادر على فهم البيئة، وحل المشكلات من خلال تعلم الأسلوب الصحيح للمعالجة، والوعي بالتغيرات التي مرت بها الشعوب في الأزمنة السابقة، إضافة إلى القدرة على توعية الآخرين من خلال إدخالهم في مجال التعليم العام، والحفاظ على سلامة تاريخه وحضارته.
تسعى الكلية إلى مد الجسور إلى وزارة التربية من خلال إعداد مدرسين مؤهلين علميًا ومنهجيًا، قادرين على قيادة المجتمع نحو المعرفة، والتعليم الجيد، والناجح الذي يعزز المعرفة، والنظرة الصحيحة البناءة فضلًا عن قيام الكلية بإسهامات عديدة تخدم الواقع المجتمعي والمؤسساتي ممثلًا بدوراتها العديدة والمتنوعة.

## أقسام الكلية
1. قسم اللغة العربية.
2. قسم التاريخ.
3. قسم الجغرافية.
4. قسم علوم القرآن.
5. قسم الرياضيات.
6. قسم اللغة الإنكليزية.

## الشهادات التي تمنحها الكلية
• البكالوريوس
• الماجستير لقسمي اللغة العربية والتاريخ فقط في الوقت الحاضر .

## عمداء الكلية
1. أ.م.د غالب ناصر سعدون (1998 ـ 2003).
2. م.عبد المحسن عبد الله راضي (2003 ـ 2004).
3. أ.م.د صفاء جاسم محمد (2004 ـ 2009).
4. أ.د وليد شاكر نعاس (2009).

## وصلات خارجية
موقع الكلية نسخة محفوظة 21 سبتمبر 2013 على موقع واي باك مشين.